# Nemo (trình quản lý tập tin)

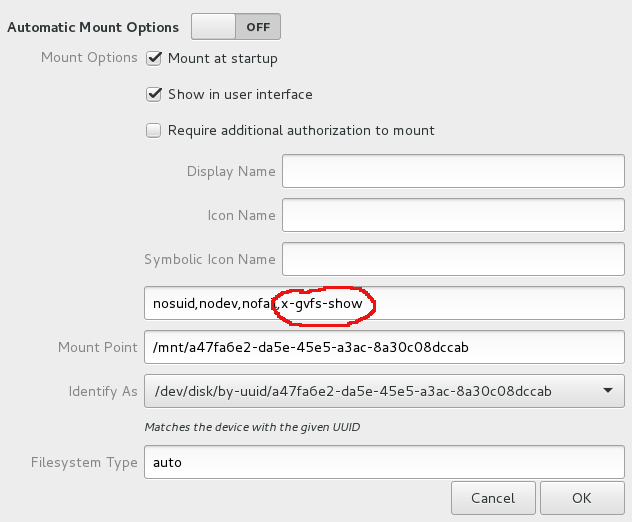
Trong khi Nemo hiển thị một thiết bị có mount hay không, được xá định bởi tùy chọn x-gvfs-show cho tiến trình gvfs-udisks2-volume-monitor. ảnh chụp của GNOME Disks.

Nemo là trình quản lý file mặc định của Cinnamon. Nó là phân nhánh của Nautilus.

## Lịch sử
Nemo 1.0.0 được phát hành tháng 7/2012 đi cùng với phiên bản 1.6 của Cinnamon, reaching version 1.1.2 in November 2012. Nó được khởi động như là một phân nhánh của Nautilus v3.4 trình quản lý file mặc định của GNOME sau khi các nhà phát triển Linux Mint cho rằng "Nautilus 3.6 là một thảm họa".
Nhà phát triển Gwendal Le Bihan đã đặt tên cho nó là "nemo" theo theo tên gọi nhân vật Captain Nemo của Jules Verne, thủ lĩnh của con tàu Nautilus.

## Tính năng
Nemo v1.0.0 có các tính năng sau như giới thiệu của các nhóm phát triển:
- Sử dụng GVfs và GIO
- Tất cả các tính năng của Nautilus 3.4 có nhưng bị loại bỏ ở phiên bản Nautilus 3.6 (tất cả icons desktop, compact view...)
- Open in terminal (đây là một phần của Nemo)
- Open as root (đây cũng là một phần của Nemo)
- Thông tin tiến độ các file đang hoạt động (Khi bạn đang copy/di chuyển file bạn có thể thấy tỷ lệ phần trăm và thông tin về các hoạt động trên tiêu đề cửa sổ và do đó cũng có trong danh sách cửa sổ của bạn)
- Proper GTK bookmarks management
- Tùy chọn chuyển hướng đầy đủ (back, forward, up, refresh)
- Nhiều tùy chọn cấu hình hơn